# Вібрація струни

Поширення стоячих хвиль по струні. Основна частота і перші 5 обертонів у гармонічному ряді.

Вібрація струни є хвилею. Акустичний резонанс змушує струну, що вібрує, створювати звук зі сталою частотою, тобто зі сталою висотою звуку. Якщо довжину або натяг струни правильно підібрано, звук, який вона утворює буде музичним тоном. Струни,що вібрують, є основою струнних музичних інструментів, таких як гітари, віолончелі та фортепіано.

## Хвиля
Швидкість поширення хвилі по струні ({\displaystyle v}) пропорційна квадратному кореню сили натягу струни ({\displaystyle T}) і обернено пропорційна квадратному кореню лінійної густини ({\displaystyle \rho }) струни:
{\displaystyle v={\sqrt {T \over \rho }}.}
Це співвідношення відкрив Вінченцо Галілей наприкінці 1500-их років.

### Доведення
Нехай {\displaystyle \Delta x} є довжиною відрізка струни, {\displaystyle m} задає її масу, а {\displaystyle \rho } задає її лінійну густину. Якщо горизонтальна складова натягу струни {\displaystyle T} є сталою, тоді сила, що діє на кожний бік відрізка струни визначається як
{\displaystyle T_{1x}=T_{1}\cos(\alpha )\approx T.}
{\displaystyle T_{2x}=T_{2}\cos(\beta )\approx T.}
Якщо обидва кути є малими, тоді сила на кожному кінці є однаковою, результуюча горизонтальна сила дорівнює нулю. Із другого закону Ньютона для вертикальної складової, маса цього відрізка, помножена на її прискорення {\displaystyle a}, дорівнюватиме загальній силі, що діє на відрізок струни:
{\displaystyle \Sigma F_{y}=T_{1y}-T_{2y}=-T_{2}\sin(\beta )+T_{1}\sin(\alpha )=\Delta ma\approx \rho \Delta x{\frac {\partial ^{2}y}{\partial t^{2}}}.}
Поділивши цей вираз на {\displaystyle T} і підставивши перше та друге рівняння отримаємо
{\displaystyle {\frac {\rho \Delta x}{T}}{\frac {\partial ^{2}y}{\partial t^{2}}}=-{\frac {T_{2}\sin(\beta )}{T_{2}\cos(\beta )}}+{\frac {T_{1}\sin(\alpha )}{T_{1}\cos(\alpha )}}=-\tan(\beta )+\tan(\alpha )}
Тангенси кутів на кінцях струни дорівнюють куту нахилу на кінцях, із знаком мінус, відповідно до визначення кутів альфа і бета. Використавши цей факт і застосувавши перевпорядкування отримаємо
{\displaystyle {\frac {1}{\Delta x}}\left(\left.{\frac {\partial y}{\partial x}}\right|^{x+\Delta x}-\left.{\frac {\partial y}{\partial x}}\right|^{x}\right)={\frac {\rho }{T}}{\frac {\partial ^{2}y}{\partial t^{2}}}}
У границі, де {\displaystyle \Delta x} наближається до нуля, ліва частина відповідає визначенню другої похідної для {\displaystyle y}:
{\displaystyle {\frac {\partial ^{2}y}{\partial x^{2}}}={\frac {\rho }{T}}{\frac {\partial ^{2}y}{\partial t^{2}}}.}
Це рівняння хвилі для {\displaystyle y(x,t)}, а коефіцієнт другої похідної від часу дорівнює {\displaystyle v^{-2}}; тому
{\displaystyle v={\sqrt {T \over \rho }},}
де {\displaystyle v} це середня скалярна швидкість поширення хвилі по струні (див. статтю про хвильове рівняння). Однак, це доведення є правильним лише для вібрацій із малою амплітудою; для вібрацій із великою амплітудою, {\displaystyle \Delta x} не є добрим наближенням для довжини відрізку струни, горизонтальний натяг струни не обов'язково є постійним , тоді горизонтальний натяг не буде правильно задаватися як {\displaystyle T}. 

## Частота хвилі
Оскільки швидкість поширення хвилі відома, можливо розрахувати частоту звуку, який утворює струна. Середня скалярна швидкість поширення хвилі дорівнює довжині хвилі {\displaystyle \lambda } поділеній на період {\displaystyle \tau }, або помноженій на частоту {\displaystyle f}:
{\displaystyle v={\frac {\lambda }{\tau }}=\lambda f.}
Якщо довжина хвилі дорівнює {\displaystyle L}, основна гармоніка утворена вібрацією, при якій вузли є двома кінцями струни, тож {\displaystyle L} є половиною довжини хвилі основної гармоніки. Таким чином ми отримаємо Закони Мерсенна:
{\displaystyle f={\frac {v}{2L}}={1 \over 2L}{\sqrt {T \over \mu }}}
де {\displaystyle T} це натяг (в Ньютонах), {\displaystyle \mu } це лінійна густина (тобто, маса на одиницю довжини), і {\displaystyle L} де довжина відрізку струни, що вібрує. Таким чином:
- чим коротша струна, тим вищою буде основна частота звучання
- чим сильнішим буде натяг, тим вищою буде основна частота
- чим легшою буде струна, тим вищою буде основна частота

Крім того, якщо ми візьмемо n-у гармоніку і задамо довжину як {\displaystyle \lambda _{n}=2L/n}, тоді ми легко можемо отримати вираз для частоти гармоніки n-го порядку:
{\displaystyle f_{n}={\frac {nv}{2L}}}
І для струни із натягом T та густиною {\displaystyle \mu }, тоді матимемо:
{\displaystyle f_{n}={\frac {n}{2L}}{\sqrt {\frac {T}{\mu }}}}